# PDS 70c
PDS 70c es un exoplaneta gigante gaseoso que orbita a la estrella PDS 70, en la constelación del Centauro. Se encuentra a 370 años luz de la Tierra y tiene una masa 2 veces la de Júpiter, tarda unos 228 años en completar una órbita y se encuentra a 34 UA de su estrella.

## Descubrimiento
El descubrimiento ocurrió tras observaciones de un equipo de astrónomos del Observatorio de Leiden con el Espectrógrafo de Campo Integral MUSE del VLT. Para ello se usó una nueva técnica, la cual se basa en la combinación de la alta resolución espacial proporcionada por el telescopio de 8 metros equipado con cuatro láseres y la resolución espectral media del instrumento que le permite "bloquear" la luz emitida por el hidrógeno, que es un signo de acumulación de gas.

## Características
Se estima que tiene unas 2 veces la masa de Júpiter, orbita alrededor de PDS 70 a unos 34 UA y completa una órbita cada 227,5 años.
Este planeta se encuentra en resonancia orbital cercana a 1:2 con PDS 70b, por lo que completa casi una revolución una vez cada que el otro hace casi dos.

## Disco circumplanetario
En julio de 2019, los astrónomos que utilizaron el Atacama Large Millimeter Array (ALMA) informaron la primera detección de un disco circumplanetario en formación lunar alrededor de PDS 70c.
El disco fue confirmado por investigadores dirigidos por Caltech utilizando el Observatorio WM Keck en Mauna Kea, cuya investigación se publicó en mayo de 2020. En noviembre de 2021 se publicó una imagen del disco circumplanetario alrededor de PDS 70c.